# Erzingen
Erzingen es una de las pedanías o Stadteil de la ciudad suaba de Balingen, en el estado federado de Baden-Württemberg (Alemania). En su término se agrupan dos aldeas; la de Erzingen y la de Böllingen, ambas en las faldas del monte Heuberg. Es lugar de paso obligado entre los valles del Eyach y el Neckar. 
Es célebre en toda la Jura de Suabia por la Fiesta de la sidra (Erzinger moste fest) que cada ano celebran los campesinos del lugar coincidiendo con la recogida de las manzanas y las peras en el mes de septiembre. Cuenta con iglesia parroquial dentro de la cual se encuentra una capilla, la de la Virgen, construida en el siglo XIV. 